# Mepachymerus pachylophus
Mepachymerus pachylophus är en tvåvingeart som först beskrevs av Seguy 1938.  Mepachymerus pachylophus ingår i släktet Mepachymerus och familjen fritflugor.
Artens utbredningsområde är Kenya. Inga underarter finns listade i Catalogue of Life.